# Kinaua Biribo
Kinaua Biribo (ur. 14 sierpnia 1993) – kiribatyjska judoczka. Olimpijka z Tokio 2020, gdzie zajęła siedemnaste miejsce w wadze średniej.
Uczestniczka mistrzostw świata w 2021 roku.
Chorąży reprezentacji w Tokio 2020.

## Letnie Igrzyska Olimpijskie 2020
| Konkurencja | Eliminacje             | Klas. końcowa |
| Konkurencja | Przeciwnik I           | Miejsce       |
| ----------- | ---------------------- | ------------- |
| 70 kg       | Aoife Coughlan (AUS) P | 17.           |